# Cjdns
Cjdns est un VPN IPv6 chiffré (cryptographie asymétrique) utilisant un maillage en réseau, et donc décentralisé et multiplateforme (FreeBSD, Linux, NetBSD, MacOS, Windows), basé sur un logiciel libre sous licence GPL V3. Contrairement à des réseaux VPN de type TOR, I2P ou FreeNet, l'anonymisation totale n'est pas la priorité. Le but est davantage de créer un réseau de confiance.
Ce logiciel est développé à l'origine par le chercheur informatique, Caleb James DeLisle. Ses initiales sont les trois premières lettres du nom du service réseau.

## Caractéristiques
- Les données sont chiffrées de bout à bout des échanges, les relais n'ont donc pas besoin d'être de confiance[7] ;
- Les paquets sont routés d'après leur source (en), permettant ainsi d'expérimenter des algorithmes de routage sans risquer de coupure (aidé par l'anti-spoofing)[7] ;
- Les données de routage viennent d'une table de hachage distribuée, permettant ainsi de lutter contre le spoofing[7] ;
- Les pairs peuvent être configurés explicitement comme des tunnels en UDP, ou auto-configurés sur ethernet via le protocole 0xfc00 de la couche 2[7].

## Réseaux déployés
Le réseau Meshnet de Seattle utilisant Hyperboria, ainsi que le réseau Guifi.net, couvrant 21 000 bornes Wi-Fi en Catalogne sont basés sur Cjdns.
Un réseau similaire appelé Santa Cruz Meshnet, est déployé à Santa Cruz.
Des projets comparables sont menés à Toronto, en Virginie (États-Unis), en Allemagne, en France, dans la ville de New York et à San Diego.

### Applications de couche haute
La plupart des applications compatibles avec le protocole Internet TCP/IP fonctionneront sur un réseau Cjdns, comme la visioconférence, par exemple avec Linphone.
D'autres applications spécifiquement développées pour Cjdns existent, comme Cjdradio.